# Hana-bi
Hana-bi (jap. はなび Hana-bi) – japoński dramat kryminalny z 1997 roku w reżyserii i według scenariusza Takeshiego Kitano. Uznawany za jedną z najlepszych prac tego twórcy, otrzymał Złotego Lwa na 54. MFF w Wenecji. 
W roli głównej wystąpił sam Kitano, a ponadto w obsadzie znaleźli się m.in. Kayoko Kishimoto oraz Ren Ōsugi. Ścieżkę dźwiękową skomponował Joe Hisaishi. Zdjęcia kręcono w Tokio, a także w prefekturach Kanagawa (Jokohama, Kamakura, Kawasaki, Yokosuka), Ibaraki (Takahagi) i Niigata (Minami-Uonuma).
Tytuł filmu „Hana-bi”, w dosłownym tłumaczeniu oznacza fajerwerki. Słowo to składa się z dwóch znaków japońskich: hana (kwiat) oraz hi (ogień, tu: w udźwięcznieniu bi). W tytule i treści filmu ukryta jest jednak symbolika i poetycki charakter: kwiatu jako tworzenia i ognia jako zniszczenia. Z tego też powodu tytuł filmu w języku japońskim został zapisany pismem fonetycznym (はなび), a nie znakami kanji (花火), a w piśmie łacińskim ma postać zapisaną wielkimi literami: „HANA-BI”.

## Fabuła
Policjant Nishi (Takeshi Kitano) nie może się odnaleźć po śmierci swojej córki. Jego żona, Miyuki (Kayoko Kishimoto), choruje na białaczkę. Podczas kolejnej akcji jego partner i przyjaciel, detektyw Horibe (Ren Ōsugi), zostaje postrzelony i w wyniku odniesionych ran sparaliżowany. Wkrótce sprawca ginie, lecz zostaje to opłacone śmiercią kolejnego policjanta, Tanaki (Makoto Ashikawa).
Zmuszonego poruszać się na wózku Horibe opuszcza rodzina. Ukojenia chce szukać w malarstwie, ale go na to nie stać. Zrozpaczony podejmuje próbę samobójstwa, nieudaną.
Świat Nishiego zawalił się. Dręczony poczuciem winy rzuca pracę w policji, pomaga wdowie po Tanace, finansuje kosztowne hobby Horibego, organizuje wspólną wycieczkę sobie i swojej żonie. Szukając pieniędzy, zadłuża się u yakuzy, a w końcu napada na bank.

## Obsada
- Takeshi Kitano jako Yoshitaka Nishi
- Kayoko Kishimoto jako Miyuki, żona Nishiego
- Ren Ōsugi jako Horibe
- Tetsu Watanabe jako Tesuka
- Susumu Terajima jako Nakamura
- Hakuryu jako Tōjō, zabójca na zlecenie yakuzy
- Yasuei Yakushiji jako Przestępca
- Makoto Ashikawa jako Tanaka
- Kenichi Yajima jako Lekarz
- Yuuko Daike jako Wdowa po Tanace

## Charakter filmu
Kitano nakręcił Hana-bi, używając wszystkich charakterystycznych dla siebie technik. Nieobca jest przemoc. Kamera często nieruchoma, ujęcia długie. Akcja rozwija się powoli, ale nieliniowo; obrazy dopracowane, ale oszczędne. Dialogi pojawiają się rzadko, głównie na początku filmu. Grająca żonę Nishiego, Kayoko Kishimoto, wygłasza zaledwie dwie linijki tekstu.

### Symbole
Film jest pełen symboliki, charakterystycznej dla sztuki japońskiej. Można ją odnaleźć na przykład w scenach, które z „zachodniego” punktu widzenia są niepotrzebne lub niezrozumiałe. Długie ujęcie ryb wyskakujących z wody, jest metaforą nienaturalnych zmian. Rzut na obraz przedstawiający cztery aniołki, z których tylko chowający twarz ma aureolę. Układanka z drewnianych klocków, którą wspólnie zajmuje się para małżonków, zostaje rozwiązana dopiero w finałowej scenie. I wreszcie kwiaty, którym, mimo że martwe, Miyuki daje wody.
Nishi, chcąc jak najlepiej dla swoich bliskich, zmuszony jest krzywdzić innych. Sporo jest zatem drobiazgów, symbolizujących usprawiedliwienie go, jak choćby wspomniany anioł. Przykładem jest też kamień zawinięty w białe płótno, którym Nishi rozprawia się ze ścigającymi go bandytami.
Nieprzypadkowo też para jedzie przez góry (śnieg w kulturze japońskiej symbolizuje śmierć), a cała wycieczka kończy się nad morzem.

### Horibe
Zaskakująco dobrze w całą opowieść, szczególnie od momentu, gdy zajął się malarstwem, wpisana jest postać kalekiego Horibe. Malując, wydaje się on narratorem – tak ogólnie wydarzeń, jak i wewnętrznych przeżyć Nishiego. Gdy główny bohater przed napadem na bank, przerabia taksówkę na radiowóz, Horibe usprawiedliwia go, malując kwiaty. Gdy para małżonków zatrzymuje się w górach, na obrazach pojawia się śnieg i krew.

### Nagrody
Film zdobył wiele nagród, tak w rodzimej Japonii, jak i poza jej granicami. Wśród najważniejszych można wymienić:
- Złotego Lwa na Festiwalu Filmowym w Wenecji w 1997 r. – dla Takeshiego Kitano za reżyserię[3];
- Srebrną Żabę (nominacja do Złotej Żaby) na festiwalu Camerimage w 1998 r. – dla Hideo Yamamoto za zdjęcia.

Pełną listę nagród można znaleźć w imdb.com.